# Székelység (folyóirat)
Székelység címen kétszer is indult folyóirat Székelyudvarhelyen, először a két világháború közt, majd 1989 után.

## 1931–44
A Székelyföldet és népét ismertető havi folyóirat. Székelyudvarhelyen indult 1931 októberében, Bányai János geológus szerkesztésében. 1941–44 között többször összevont számokkal 1944 júniusáig jelent meg. A szerkesztésbe 1944-ben Bokor Zoltán, majd egy szerkesztőbizottság (Botár Béla, Gergely Pál, Marosi Péter, József Dezső, Imreh István, Kovásznai Ádám, Szabó Judit és Tömöry Ödön) is bekapcsolódott.
Kisebb terjedelmű cikkeivel, tanulmányaival, a székely önismeret nagyjairól, kutatókról (Kőrösi Csoma Sándor, Bölöni Farkas Sándor, Apor Péter, Orbán Balázs, Xántus János, Huszka József) szóló megemlékezéseivel arra törekedett, hogy közkinccsé tegye a székelyföldi természeti kincseket, a Székelyföldre vonatkozó, elsősorban helytörténeti, néprajzi, nyelvészeti ismereteket. A laptestben – a közlési tért leszűkítve – 1935–38 között jelent meg Bányai Jánosnak A Székelyföld természeti kincsei és csodás ritkaságai c. munkája.
Volt a folyóiratnak Székelyföldi lexikon, Székely szótár, Lármafa c. rovata, irodalom- és lapszemléje, néprajzi rovata is.
A munkatársak között található Ferenczi István, Ferenczi Sándor, Györffy István, Imreh István, Józsa János, Kelemen Lajos, Konsza Samu, Lévai Lajos, Molnár István, Pongrácz Vilmos, Szabó András, Szendrey Zsigmond, Vajda Ferenc, Vámszer Géza, Vinczeffy Sándor, a költők közül Biróné Váró Éva, Botár Béla és Holló Ernő, de közölt benne Benedek Marcell, Nyárády Erazmus Gyula, Tompa László, s jelent meg novellája Nyirő Józsefnek is.
1940. március–áprilisi számát Orbán Balázs halála félszázados évfordulója alkalmából a Székelység A Székelyföld leírása szerzője emlékének szentelte.
A folyóirat kiadásában jelent meg a Bányai János szerkesztette Székelyföldi Útmutató öt füzete Székelyudvarhelyen:
- Székelyudvarhely város (1933);
- Gyilkostó (1937);
- Altorjai Büdös barlang (1939);
- Szent Anna-tó és Mohos-tó (1939);
- Tusnádfürdő (1939);
- Bányai Edit szerkesztésében a Székelyes női divat c. könyv (é. n.).

## 1990–91
Székelyudvarhelyen jelent meg, 1990–91-ben, impresszumában feltüntetve: „Alapította Bányai János 1931-ben”. Felelős szerkesztője Hermann Gusztáv Mihály, szerkesztője Gyöngyössy János, Zepeczaner Jenő, majd Veres Péter, kiadója a Haáz Rezső Kulturális Egyesület.
Tartalmában a székelyudvarhelyi Haáz Rezső Múzeumban folyó kutatásokat és a vidékre vonatkozó helytörténeti kutatómunkát kívánta közvetíteni.